# Palete

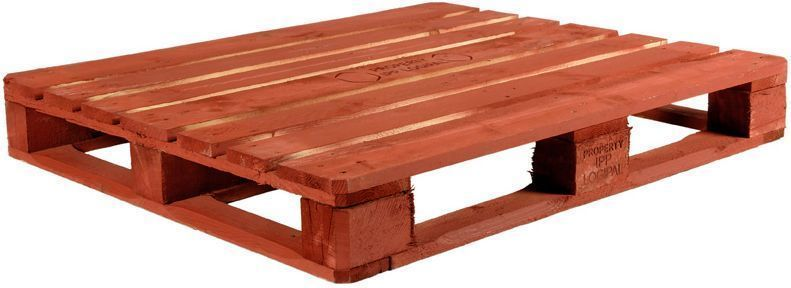
Um palete de madeira.

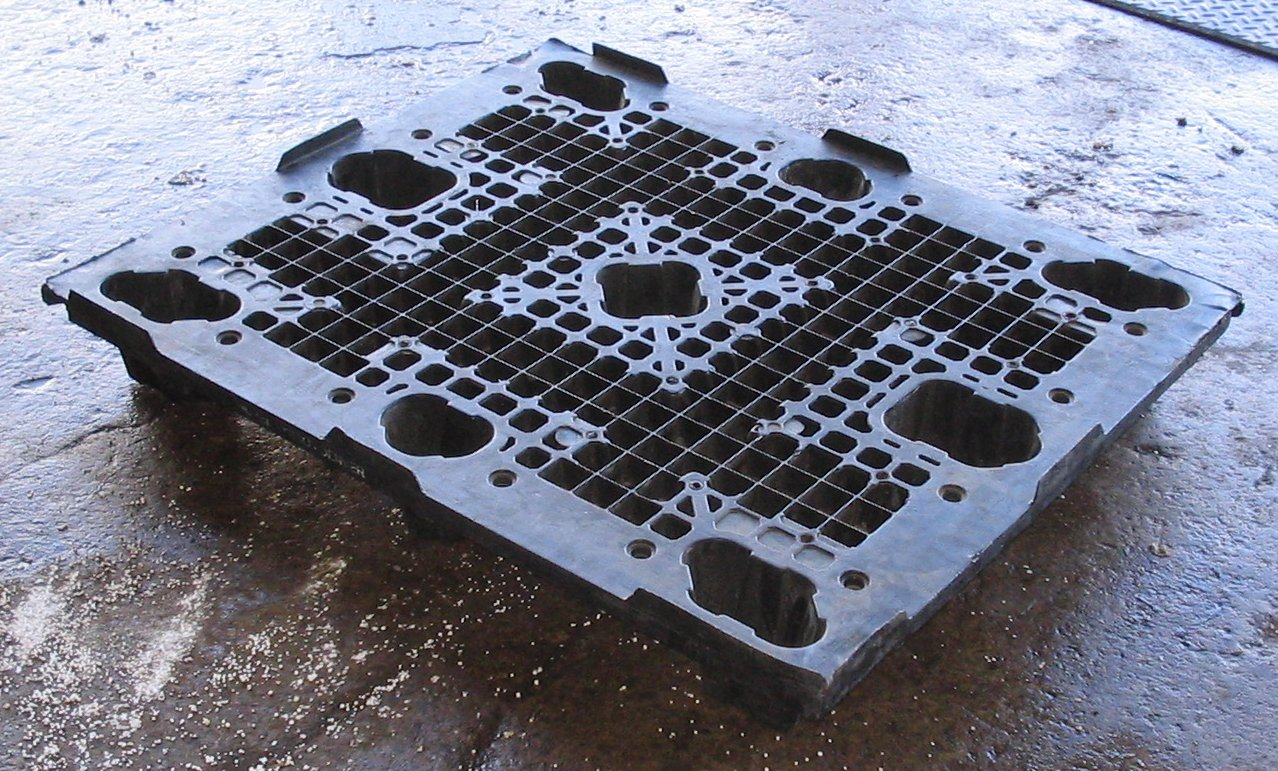
Pálete de plástico com nove pernas, podendo ser içado por qualquer um de seus quatro lados (Fernandes, 1981, p. 132-133)

Palete ou pálete (do inglês pallet, por sua vez oriundo do francês pallete) é um estrado de madeira, metal ou plástico que é utilizado para movimentação de cargas.

## Função
A função dos paletes é viabilizar a otimização do transporte de cargas através do uso de paleteiras e empilhadeiras, obtendo com isso vantagens como:
- Redução do custo homem/hora;
- Menores custos de manutenção do inventário bem como melhor controle do mesmo;
- Rapidez na estocagem e movimentação das cargas.
- Racionalização do espaço de armazenagem, com melhor aproveitamento vertical da área de estocagem;
- Diminuição das operações de movimentação;
- Redução de acidentes pessoais;
- Diminuição de danos aos produtos;
- Melhor aproveitamento dos equipamentos de movimentação;
- Uniformização do local de estocagem.

Entre as desvantagens, estão:
- Espaços perdidos dentro da unidade de carga;
- Investimentos na aquisição de páletes, acessórios para a fixação da mercadoria à plataforma e equipamentos para a movimentação das unidades de carga;
- O peso do palete e o seu volume podem aumentar o valor do frete;
- O palete de plástico é uma boa opção; além de ter um terço do peso de um palete comum de madeira, tem uma duração muito maior e pode ser reciclado para vários meios de uso. As paletes plásticas também podem ser facilmente limpas.[4]

### Pallet na Decoração
Atualmente está se propagando o uso em decoração de palete ou pallet como forma de reutilizar o material quando não está mais próprio para o seu uso habitual. A fabricação de móveis deste tipo serve para não só evitar o desmatamento como também para baixar os custos da decoração.
- Mesas
- Cadeiras
- Sofás
- cabeceiras de cama

São alguns dos usos do pallet.

## Fixação da carga
A carga deve ser fixada no palete, e para tanto existem alguns artifícios como:
- Filme Stretch
- Filme Shrink
- Colagem entre as caixas com adesivos diversos, como Hot Melt, Cola PVA Branca, Cola de "tac" permanente ou ainda com adesivos antiderrapantes.

A má colocação dos produtos é responsável pela maior parte das avarias na carga. Os maiores problemas são:
- Carga que excede o tamanho da borda;
- Carga não fixada, ou fixada inadequadamente;
- Utilização de paletes disformes, ou misturados, que acabam prejudicando o transporte.

## Produção no Brasil

### Pallet PBR
Introduzido no mercado em 1990 pela Abras e entidades que fazem parte do Comitê Permanente de Paletização (CPP), com a assessoria do Instituto de Pesquisas Tecnológicas da Universidade de São Paulo (IPT-USP), depois de vários anos de testes e ensaios, o pálete padrão PBR é o modelo ideal para a movimentação e armazenamento de mercadorias no Brasil. Foram analisados extensos estudos para a especificação do modelo, tamanho e outras variáveis, visando a criar o pálete mais versátil, que atendesse o maior número de segmentos da indústria, sendo para tanto, economicamente viável. As vantagens do produto são inegáveis para toda a cadeia de distribuição, incluindo os próprios fabricantes. Com a padronização da medida, em 1,00 x 1,20m, e da estrutura de construção, pela primeira vez passou a ser economicamente viável a manutenção de estoques de pallets para venda futura.
Graças ao conceito de intercâmbio, iniciou-se também o funcionamento de um pool de usuários do equipamento em todo o país. Somente em 2005, cerca de 40% do total de paletes vendidos pelas empresas credenciadas já passou a ser o padrão PBR.
Suas principais características são as seguintes:
- Destinados a atender quaisquer setores da indústria e do comércio através da padronização das cargas.
- Desenvolvido através de uma comissão (a Comissão Paletizadora Permanente (CPP), em conjunto com o Instituto de Pesquisas Tecnológicas da Universidade de São Paulo (IPT) e com a Associação Brasileira de Supermercados (ABRAS), sendo que para produzir o palete, é necessário estar credenciado pelo CPP.[6]

### Credenciamento no CPP
O credenciamento que permite a comercialização dos PBRs é realizado mediante uma auditoria do Instituto de Pesquisas Tecnológicas da Universidade de São Paulo (IPT) na empresa candidata que verifica a capacidade da empresa para produzir os paletes dentro dos padrões de qualidade exigidos pela norma. Também são realizados exaustivos testes em amostras fornecidas pelo fabricante, onde cada uma das especificações da norma são verificadas e testadas.